# Syndicat national des travailleurs
Le Syndicat national des travailleurs (en anglais, National Union of Workers, NUW) est un syndicat fidjien.

## Histoire
Le mouvement est fondé le 3 avril 1938 à Lautoka avec le nom de Mazdur Sangh, c'est-à-dire « Syndicat des travailleurs » en hindi des Fidji. À l'instar des autres organisations sociales à l'époque, telles le Kisan Sangh (en) (Syndicat des fermiers, né en 1937) ou le Maha Sangh (en) (Grand Syndicat, né en 1941), il est issu de la communauté rurale indo-fidjienne, donc des descendants des ouvriers agricoles venus d'Inde et introduits aux Fidji par le gouvernement colonial à la fin du XIXe siècle et au début du XXe siècle. En 1944, il est officiellement reconnu par les autorités et prend le nom de Chini Mazdur Sangh (Syndicat des travailleurs du sucre).
En 1951, lors d'une réunion aux Fidji avec le sous-secrétaire d'État aux Colonies du gouvernement travailliste britannique, John Dugdale, le Chini Mazdur Sangh accepte la recommandation de celui-ci de fédérer avec quatre autres syndicats pour former le Congrès des Travailleurs industriels des Fidji, qui deviendra le Congrès des Syndicats des Fidji (FTUC).
En 1965, le Chini Mazdur Sangh devient le Syndicat des travailleurs du sucre et généraux des Fidji (Fiji Sugar and General Workers Union, FSGWU). En 2015, alors que l'industrie sucrière est sur le déclin et que le nombre d'employés y diminue, il s'ouvre à tout travailleur qui n'est pas membre d'un autre syndicat, et devient le Syndicat national des travailleurs.

## Direction
En date de 2021, le secrétaire général du NUW est Felix Anthony. À ce poste depuis 1990, il est également depuis 1999 secrétaire national du Congrès des Syndicats des Fidji, et depuis 2015 président de l'organisation régionale Asie-Pacifique de la Confédération syndicale internationale. Jolame Seduadua est le président national du NUW, et Peni Vakau en est le trésorier national.

## Membres
Le Syndicat national des travailleurs compte plus de 5 000 adhérents, issus principalement de vingt-quatre entreprises ou organisations mais aussi de plusieurs petites entreprises de sécurité privée non-listées ci-dessous :
| Entreprise ou organisation       | Secteur                                              | Lieu           |
| -------------------------------- | ---------------------------------------------------- | -------------- |
| Fiji Sugar Corporation           | raffinage du sucre                                   | nord et ouest  |
| Kaiming Agro Processing          | agroalimentaire                                      | Lautoka        |
| Fiji Water                       | eau de source                                        | Tavua          |
| Pacific American Fish Company    | fruits de mer                                        | Lautoka        |
| Danam Fiji                       | manufacture de vêtements                             | Lautoka        |
| Lyndhurst                        | manufacture de vêtements                             | Lautoka        |
| Beekays Security                 | entreprise de sécurité privée                        | Suva           |
| Grid Security                    | entreprise de sécurité privée                        | Lautoka        |
| Matrix Security                  | entreprise de sécurité privée                        | Suva           |
| Fiji Pine                        | sylviculture / scierie                               | Labasa         |
| Tropik Wood Industries           | scierie                                              | Lautoka        |
| Touchwood                        | scierie                                              | Navua (en)     |
| Fulton Hogan (en)                | infrastructures routières                            | Suva           |
| Toll Constructions               | bâtiment                                             | Nadi           |
| Nadi Contractors                 | bâtiment                                             | Nadi           |
| Sugar Research Institute of Fiji | recherche sur la canne à sucre                       | Vatukoula (en) |
| Vatukoula Gold Mines             | mine d'or, société publique à responsabilité limitée | Vatukoula      |
| Water Authority of Fiji          | gestion de l'eau, entreprise de service public       | Suva           |
| Conseil municipal de Ba          | conseil municipal                                    | Ba             |
| Conseil municipal de Nadi        | conseil municipal                                    | Nadi           |
| Conseil municipal de Nasinu      | conseil municipal                                    | Nasinu         |
| Conseil municipal de Suva        | conseil municipal                                    | Suva           |
| Fijian Teachers Association      | syndicat d'enseignants autochtones                   | Suva           |
| Fijian Teachers Credit Union     | coopérative de crédit                                | Suva           |